# フレッド・スケピシ
フレッド・スケピシ（Fred Schepisi, 1939年12月26日 - ）はオーストラリア・メルボルン出身の映画監督・映画プロデューサー。

## 人物
娘のアレクサンドラは女優となった。『愛しのロクサーヌ』や『星に想いを』といったロマンティック・コメディや『ロシア・ハウス』といったサスペンス、舞台劇の映画化ドラマ『私に近い6人の他人』など、幅広いジャンルで活躍している。

## 主な監督作品
- アイスマン Iceman (1984)
- プレンティ Plenty (1985)
- 愛しのロクサーヌ Roxanne (1987)
- クライ・イン・ザ・ダーク Evil Angels (1988)
- ロシア・ハウス The Russia House (1990)
- ミスター・ベースボール Mr. Baseball (1992)
- 私に近い6人の他人 Six Degrees of Separation (1993)
- 星に想いを I.Q. (1994)
- 危険な動物たち Fierce Creatures (1996)
- グロムバーグ家の人々 It Runs in the Family (2003)
- 追憶の街 エンパイア・フォールズ Empire Falls (2005)
- The Eye of the Storm(2011)